# Verraco de Solosancho
El verraco de Solosancho es una escultura de toro tallada en piedra de origen vetón (datada alrededor del siglo iii a. C.) localizada en la localidad española de Solosancho, en la provincia de Ávila (Castilla y León). Proviene originalmente de un paraje situado en los aledaños del yacimiento arqueológico de Ulaca. Sita en la actualidad en la plaza de la iglesia, la escultura —que mide 208 cm de longitud— carece de hocico.